# Palazzo Arezzo della Targia

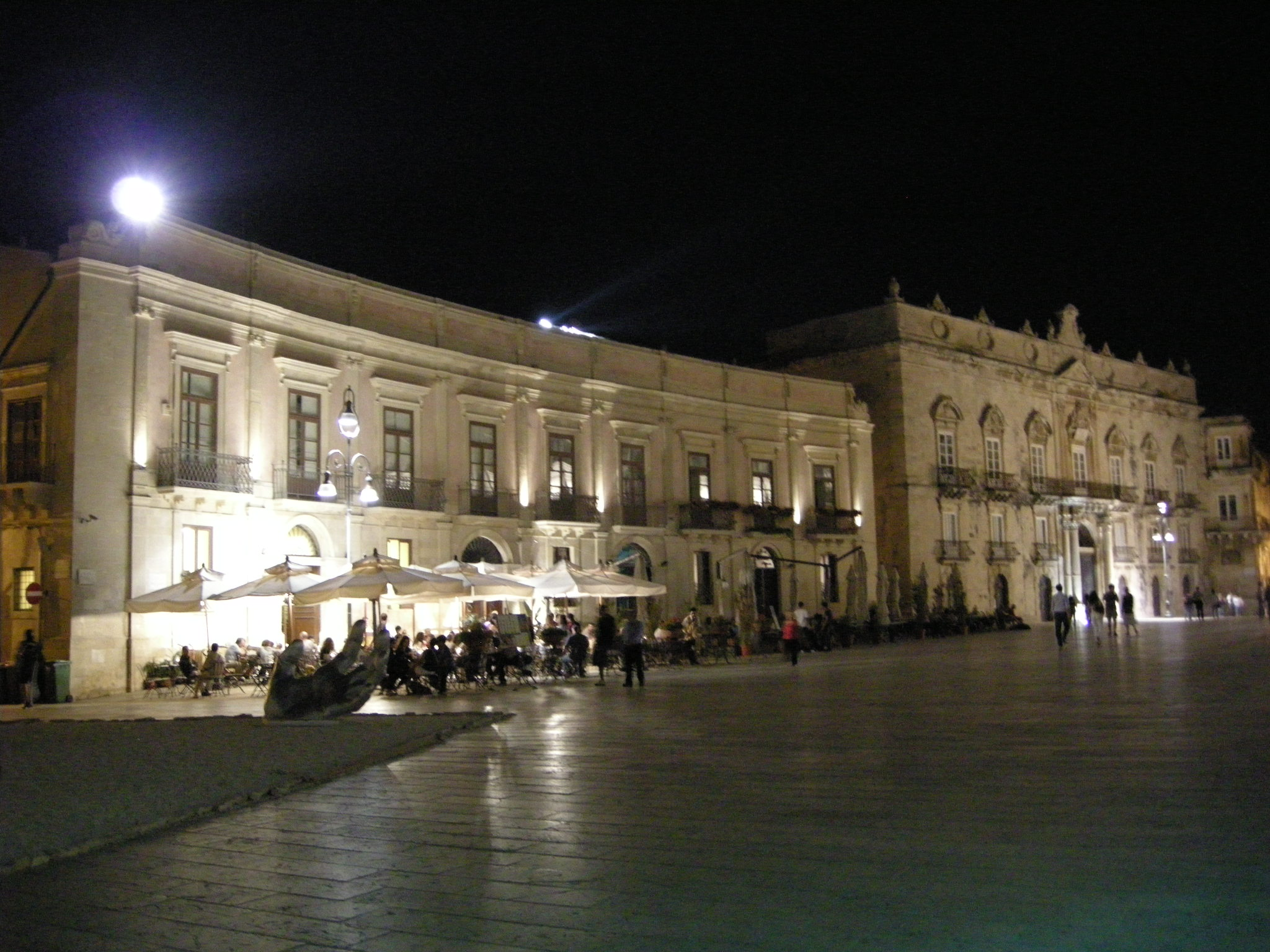
Links Palazzo Arezzo della Targia. Rechts stadhuis van Syracuse, Italië

Het Palazzo Arezzo della Targia is een 19e-eeuws stadspaleis in Syracuse, op het Italiaanse eiland Sicilië. Het palazzo staat aan de Piazza Duomo, dit is in het centrum van de stad, op het eiland Ortygia. Ernaast op hetzelfde plein staat het stadhuis.
De stijl is neoclassicistisch.

## Historiek
De adellijke familie Arezzo della Targia bouwde na de aardbeving van 1693 op deze plek haar eerste residentie. In hun wapenschild dragen ze vier egels. Egels in het Italiaans is ricci wat verwijst naar hun adellijke naam Arezzo. Hier in Syracuse gaat het om de familietak die onder meer de baronie bezaten in Targia, nabij Syracuse. Vandaar de naam Arezzo della Targia. Het werd hun stadspaleis.
In de jaren 1850 werd het stadspaleis opgetrokken in zijn definitieve vorm. Hiertoe werden verschillende panden gefusioneerd en werd de oude stadsgevangenis afgebroken. Sinds de 20e eeuw is de functie van het gebouw zowel horeca als private woningen.

## Beschrijving
Het Palazzo Arezzo della Targia heeft een concave vorm die de ronding van het ovale Piazza Duomo volgt. Middenin is er een binnenplaats. De voorgevel telt vier ingangspoorten afgewisseld door vijf vensters. Op de eerste verdieping zijn er negen vensters met elk een balkon.